# NGC 4654
NGC 4654 је спирална галаксија у сазвежђу Девица која се налази на NGC листи објеката дубоког неба.
Деклинација објекта је + 13° 7' 35" а ректасцензија 12h 43m 56,5s. Привидна величина (магнитуда) објекта NGC 4654 износи 10,4 а фотографска магнитуда 11,1. Налази се на удаљености од 17,584 милиона парсека од Сунца. NGC 4654 је још познат и под ознакама UGC 7902, MCG 2-33-4, CGCG 71-19, VCC 1987, IRAS 12414+1324, PGC 42857.